# امریت‌گنج
امریت‌گنج (به لاتین: Amritganj) یک منطقهٔ مسکونی در نپال است که در Narayani Zone واقع شده‌است.

## خصوصیات
امریت‌گنج ۵٬۵۰۲ نفر جمعیت دارد.